# Рошфор (бира)
Вижте пояснителната страница за други значения на Рошфор.
„Рошфор“ (на френски: Rochefort) е трапистка бира, произведена и бутилирана в пивоварната на абатство „Notre-Dame de Saint Rémy“ в Рошфор (Белгия). Rochefort e една от седемте трапистки марки бира, заедно с Achel, Westmalle, Westvleteren, Chimay, Orval, Engelszell и La Trappe (на Koningshoeven), които имат правото да носят знака „Автентичен трапистки продукт“ (Authentic Trappist Product), обозначаващ спазването на стандартите на „Международната трапистка асоциация“.

## История
Траписткото абатство „Notre-Dame de Saint Rémy“ се намира в гр.Рошфор, окръг Динан, провинция Намюр, Южна Белгия. Абатството е част от Ордена на цистерцианците на строгото спазване.
Абатството е основано през 1230 г.  от монаси – цистерцианци. Първите документирани източници за производство на бира в абатската пивоварна са от 1595 година. 
През многовековното си съществуване абатството многократно е в епицентъра на въоръжени конфликти и войни.
На 1 май 1650 лотарингски войски под командването на барон дьо Шатле ограбват абатството.
През 1653 г. абатството е опожарено от армиите на Конде. Монасите се връщат в абатството през 1664 г. и заварват само руини. Манастирската църква е възстановена през 1671. 
По време на Френската революция (1789 – 1794) абатството отново е разрушено от войските на френската революционна армия. През 1796 г. земите на абатството са продадени на частно лице, а манастирските постройки са разрушени. 
Новата история на абатството започва през 1887 г., когато бившите манастирски земи са закупени от трапистки монаси от абатство Ahel, които възстановяват абатството и построяват нови манастирски сгради. Скоро след това, през 1899 г., е възобновено и производството на бира. Първият пивовар е холандския монах Zozime Jansen. 
В продължение на десетилетия бирата в абатството се произвежда в много малки количества и само за нуждите на монашеската общност. През 1952 г. пивоварната се модернизира. Търговските продажби на модерната бира „Rochefort“ започват през 1953 г. 
В края на декември 2010 г. в абатството избухва пожар, при който пивоварната не претърпява щети. 
Както и при другите трапистки пивоварни, приходите от продажбите на бира Rochefort са насочени за осигуряване на финансовите нужди на абатството и за благотворителност.

## Марки бира
Търговският асортимент на пивоварната включва три марки бира :
- Rochefort 6 (червена капачка) – тъмна бира с червеникаво-кафяв цвят и алкохолно съдържание 7,5 %. Отличава се с умерена горчивина и сладост и с леко пикантен аромат и интензивен вкус на малц, карамел, шоколад, плодове и стафиди. За първи път е произведена през 1953 г. под името „Rochefort Middel“ и делът и в производството е около 10 %.
- Rochefort 8 (зелена капачка) – тъмна бира с червеникаво-кафяв цвят и алкохолно съдържание 9,2 %. Отличава се с по-изразени малцов вкус, силна горчивина, и плодов аромат с нотки на бадеми, сини сливи, шоколад, нуга и печен малц. За първи път е произведена през 1955 г. и има най-голям дял – около 60 % от производството. Продава се в бутилки от 0,33 л., срок на годност – до 5 години.
- Rochefort 10 (синя капачка) – тъмна бира с червеникаво-кафяв цвят и алкохолно съдържание 11,3 %. Отличава се с балансиран сладко-горчив вкус и комплексен аромат на смокини, сливи, нуга, ядки, алкохол и шоколад. За първи път е произведена през 1953 г. под името „Rochefort Merveille“ и заема дял около 30 % от производството. Продава се в бутилки от 0,33 л., срок на годност – до 5 години.

Годишното производство на пивоварната по данни за 2010 г. възлиза на 18000 хектолитра. Бирата се прави само от естествени продукти: изворна вода, ечемичен малц, хмел, захар и дрожди.